# Малое Морское озеро
Ма́лое Морско́е (устар. Мокачен-Анкаватын; якут. Аччыгый Морускуой Күөл) — озеро на северо-востоке Колымской низменности в Нижнеколымском районе Якутии, находится к югу от озера Большое Морское и к северу от озера Чорхия. Относится к водосборному бассейну реки Большая Чукочья.
Находится на высоте 5 м над уровнем моря. Площадь озера составляет 58,2 км². Водосборная площадь — 104 км². К северу расположено Большое Морское озеро.
Повышение уровня воды в озере начинается в конце весны – начале лета и длится до августа. Межень наблюдается весной. Ледостав c сентября – начала октября до конца июня. В холодные годы полного освобождения озера от ледяного покрова не происходит.
Код водного объекта в государственном водном реестре — 18060000111117700003841.